# Étude de faisabilité
L'étude de faisabilité dans la gestion de projets est une étude qui s'attache à vérifier que le projet soit techniquement faisable et économiquement viable. Elle prend en compte tous les points de vue qui ont un impact sur le projet : technique, commercial, économique, juridique et d'organisation.

## Définition formelle
Une étude de faisabilité est un document complet traitant d'un projet et qui en examine en détail les cinq cadres d'analyses. Il en considère ses 4 P, ses risques et les points de vulnérabilité (PDV), et ses contraintes (calendrier, coûts, et normes de qualité) afin de déterminer s'il doit aller de l'avant, être modifié ou carrément abandonné,. Les cinq cadres d'analyse sont le cadre de définition, le cadre des risques contextuels, le cadre de potentialité, le cadre paramétrique et le cadre des stratégies dominantes et de contingence. Les 4 P sont traditionnellement le Plan, les Processus, les Personnes, et le Pouvoir (la chaîne et la structure d'autorité avec leurs documents). Les risques incluent en tout ou en partie : (Plan) financier et organisationnel ; (Processus) environnemental et technologique ; (Personnes) marketing et socioculturel ; et (Pouvoir) légal et politique. Les points de vulnérabilité diffèrent des risques en ce qu'ils sont internes à l'organisation menant le projet et qu'ils peuvent être contrôlés, voire éliminés. Les contraintes sont les contraintes classiques qui se reconnaissent au fait qu'elles peuvent être prédéterminées, puis déterminées et mesurées objectivement tout au long du cycle de vie du projet. Les analyses de faisabilité varient en dimension et en profondeur selon les besoins du projet…

## Les facteurs communs
TELOS est un acronyme en gestion de projet utilisé pour définir cinq domaines de faisabilité qui déterminent si un projet doit fonctionner ou non.
| T | Technique     | Le projet est-il techniquement possible ?                             |
| E | Économique    | Le projet peut-il être financé ? Cela augmentera-t-il les bénéfices ? |
| L | Juridique     | Le projet est-il légal ?                                              |
| O | Opérationnel  | Comment les opérations actuelles soutiendront-elles le changement ?   |
| S | Planification | Le projet peut-il être réalisé à temps ?                              |

## Présentation
Cette étude se base sur une consultation des maîtres d’œuvre potentiels, la comparaison des propositions techniques et des scénarios financiers possibles, ainsi que sur l'analyse des environnements d'affaire et l'historique des projets similaires. En définitive, l'étude de faisabilité doit justifier le projet quant aux objectifs chiffrés, réalistes, mesurables, atteignables et temporellement définis (méthode S.M.A.R.T.), dans un contexte donné tout en présentant les moyens pour les réaliser.
L'étude de faisabilité est utilisée lors de la rédaction du plan d'affaires de l'entreprise en démarrage ou l'analyse d'affaires du projet qui, avec le calcul du retour sur investissement (R.O.I.), sont présentés aux commanditaires et/ou investisseurs du projet en vue d'obtenir son approbation et/ou son financement. Elle doit aussi permettre de réduire le risque par l'amélioration — et non pas par l'accroissement — de l'information dont dispose le décideur. Il y a alors la possibilité de décider de réaliser le projet ou de rejeter celui-ci. Mais, il est aussi possible de procéder à d'autres démarches de recherches d'informations additionnelles ou de proposer des modifications au projet.